# Понж, Франсис
Франсис Понж (фр. Francis Ponge, полное имя — Франси́с Жан Гасто́н Альфре́д Понж (фр. Francis Jean Gaston Alfred Ponge); 27 марта 1899, Монпелье — 6 августа 1988, Бар-сюр-Лу, деп. Приморские Альпы) — французский поэт и эссеист.

## Биография

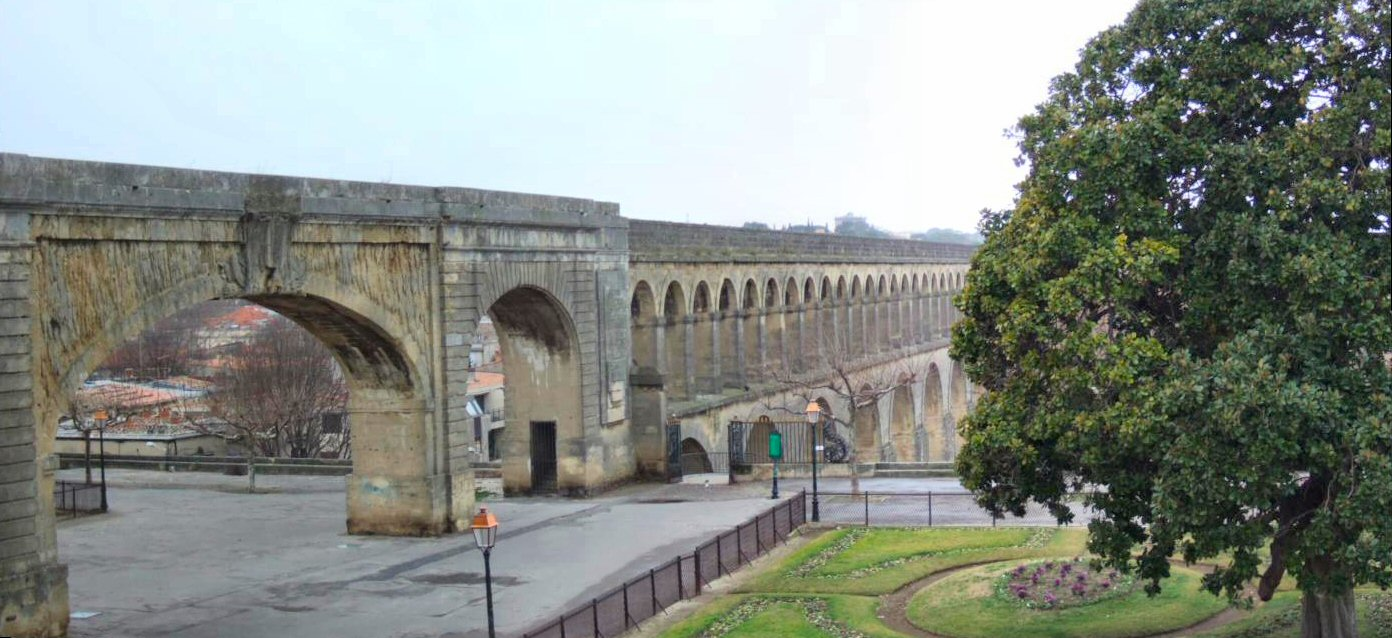
Монпелье, акведук Святого Климента

Родился в старой протестантской семье, учился на юриста, затем перешел на филологический факультет. Начал публиковаться с середины 1920-х годов, в это время был близок к сюрреалистам. В 1937 году вступил в Коммунистическую партию Франции, в 1947 вышел из её рядов.

## Творчество
В наиболее известной и программной для автора книге внесубъективной, антиромантической лирики описаний и определений «На стороне вещей» (1942) искал словесное выражение для передачи повседневных вещей и стихий (вода, сигарета, свеча, пчела и др.), развивая феноменологические и экзистенциалистские мотивы, родственные философии Сартра и Камю. Отстаивал своеобразный вариант поэтического неоклассицизма (книги стихов «Большой сборник», 1961; «Новый сборник», 1967; эссе «В защиту Малерба», 1965). Автор множества эссе о художниках, начиная с мастеров барокко и кончая современниками и друзьями.

## Признание
Кавалер (1959), офицер (1969) и командор (1983) Ордена Почетного легиона. Лауреат международной Нейштадтской премии (1974), Национальной поэтической премии (1981), Большой премии Французской академии (1984). О нём снят документальный фильм С. Руметт и П. Сансона (1968).

## Произведения
- Le Parti pris des choses (1942)
- Proêmes (1948)
- La Rage de l’expression (1952)
- Le Grand Recueil (I. «Méthodes», 1961 ; II. «Lyres», 1961 ; III «Pièces», 1962)
- Pour un Malherbe (1965)
- Le Savon (1967).
- La Fabrique du Pré (1971).
- Comment une figue de parole et pourquoi (1977)

### Сводные издания
- Oeuvres complètes. Vol.1/2. Paris: Gallimard, 2002—2003 (Bibliothèque de la Pléiade).
- Pages d’atelier, 1917—1982. Paris: Gallimard, 2005.

### Публикации на русском языке

#### В журналах и сборниках
- О двух личных механизмах / Пер. В. Кондратьева // «Звезда Востока». 1993. № 2.
- Обзаведитесь для вашей библиотеки устройством под названием «Мальдорор-стихотворения» // Лотреамон. Песни Мальдорора. Стихотворения. М.: Ad Marginem, 1998. С. 441—442.
- Вещи. Пер. А. Мусаяна // Мосты. 2005. № 5. С. 354—365.
- Франсис Понж. Стихи / Пер. Н. Стрижевской //VERSии: Французская поэзия в переводах Натальи Стрижевской. М.: Дом-музей Марины Цветаевой, 2008. С. 471—479.
- [Эссе] // Пространство другими словами: Французские поэты XX века об образе в искусстве. СПб: Издательство Ивана Лимбаха, 2005. С. 91—100.

#### Отдельные издания
- На стороне вещей / Сост., комм., послесл. Д. Кротовой; пер. с фр. Д. Кротовой и Б. Дубина. М.: Гнозис, 2000. 208 с. ISBN 5-8163-00113
- Проэмы / Пер. с фр. Валерия Кислова. СПб.: Jaromir Hladik press, 2019. 176 с. ISBN 978-5-6043126-2-9
- Дневник соснового леса / Пер. с фр. Валерия Кислова. СПб.: Jaromir Hladik press, 2023. 88 с. ISBN 978-5-6049914-6-6